# 劉光普
劉光普，GML（1919年6月—2015年1月10日），澳門政治人物，江西吉安人。1919年6月在廣西出生，1930年代開始參與澳門愛國社團活動。中學時期參與籌組“修社同學會＂，推廣普通話，開展愛國主義教育。抗日戰爭初期參與籌組“讀書會”，開展抗日救亡宣傳工作。1944年參加珠江縱隊，在廣東五桂山進行抗日游擊鬥爭。抗戰勝利後回澳，於1949年籌組“語運合唱團”，擔任主要負責人，1956年參與組織澳門街坊福利會，1967年籌組新馬路街坊會，並先後擔任主席，同年起成為統籌聯繫各區街坊會之“街坊工作組”領導成員，1983年參與籌組澳門街坊會聯合總會，先後擔任街坊總會理事長、會長、會務顧問、榮譽會長。之後任鏡湖慈善會董事，于1960年代中與同業一起籌組澳門牙科醫學會，並擔任創會會長。澳門回歸前，劉光普曾擔任澳門立法會議員、澳門市政廳行政委員，廣東省第六、第七屆政協委員，亦是澳門特別行政區第一屆政府推選委員會委員、澳門特區第二任行政長官選舉委員會委員。1999年獲澳葡政府市政廳授予榮譽市民稱號，2002年獲澳門特區政府頒發金蓮花勳章，2012年獲發大蓮花勳章。